# Хейденстам, Вернер фон
Карл Густав Вернер фон Хейденстам (швед. Carl Gustaf Verner von Heidenstam; 6 июля 1859 — 20 мая 1940) — шведский писатель

, лауреат Нобелевской премии по литературе за 1916 год «как виднейший представитель новой эпохи в мировой литературе».

## Биография
Предок Хейденстама был королевским лекарем, получив титул, взял имя фон Хейденстам. Вернер фон Хейденстам родился в 1859 году в семье инженера, специализировавшегося на строительстве маяков. В детстве часто проводил каникулы на озере Веттерн, в 250 км от Стокгольма, где семья жила зимой. Тем не менее, поместье в Ольшамаре писатель считал местом, где он провёл своё детство. Там же была хорошая библиотека, в которой он познакомился с работами Ксенофона, Тацита и Плутарха.
Хейденстам учился в Бесковской школе. Он был одарённым учеником, но из-за ухудшения здоровья (Хейденстам страдал дислексией), его оценки тоже начали ухудшаться. В 1876—1878 годах путешествовал по Ближнему Востоку и Западной Европе вместе с кузеном Эрнстом. Учился живописи в Париже. Впечатления от путешествий нашли отражение в стихах первого лирического сборника «Годы путешествий» (1888, «Vallfart och vandringsår»). В это же время он подтверждает своё намерение стать художником, но в то же время пробует писать и стихи.
В 1880 году Хейденстам женится на Эмилии Уггле. С намерением стать художником он вместе с женой поселяется в Риме рядом со скандинавской диаспорой. В 1881 году начинает учиться живописи в Париже. Через год он отказывается от идеи стать художником и возвращается вместе с Эмилией в Сан-Ремо, где начинает заниматься поэзией. После короткого визита своих родителей в Швеции летом 1883 года он уезжает в Швейцарию. Таким образом, с 1883 года Хейденстам по большей части проживал в Швейцарии. В это же время у него завязывается дружба с Августом Стриндбергом и вместе с женой Хейденстама они втроём отправляются в Рим.
В 1887 году он снова возвращается в Швецию. В это время его отец тяжело болен и молодые Хейденстамы поселяются в семейном имении. 2 июня не будучи способным больше терпеть из-за проблем со здоровьем отец автора покончил жизнь самоубийством. Осенью того же года писатель снова принимается за работу над своей поэзией. С 1888 года начинается публикация произведений автора.
Весной 1896 года, задумав написать книгу о Карле XII, Хейденстам отправляется в путешествие путями короля, а именно в Константинополь, Бендеры, Полтаву, Москву и Санкт-Петербург. Книга, которая появилась под названием «Karolinerna», имела большой успех.
В 1912 году Хейденстам был принят в члены Шведской академии.
С начала 1930 годов у Хейденстама начали проявляться психические проблемы. У него были приступы гнева, часто у него проявлялись проблемы с речью (он не мог подобрать слова). После своего 75-летия его состояние полностью ухудшилось — он страдал приступами внезапной тревоги и галлюцинаций. Таким образом он больше не мог работать, писать письма или читать. Умер писатель 20 мая 1940.

## Семья
Хейденстам считался в своё время «дамским угодником». Он был женат три раза. Первый его брак был с Эмилией Угглой, затем с Ольгой Виберг и Гретой Шёберг. Кроме этих трёх браков, у него были длительные отношения с Эллен Бельфраж, которая родила ему сына, и Кейт Банг, с которой он прожил 20 лет.

## Творчество

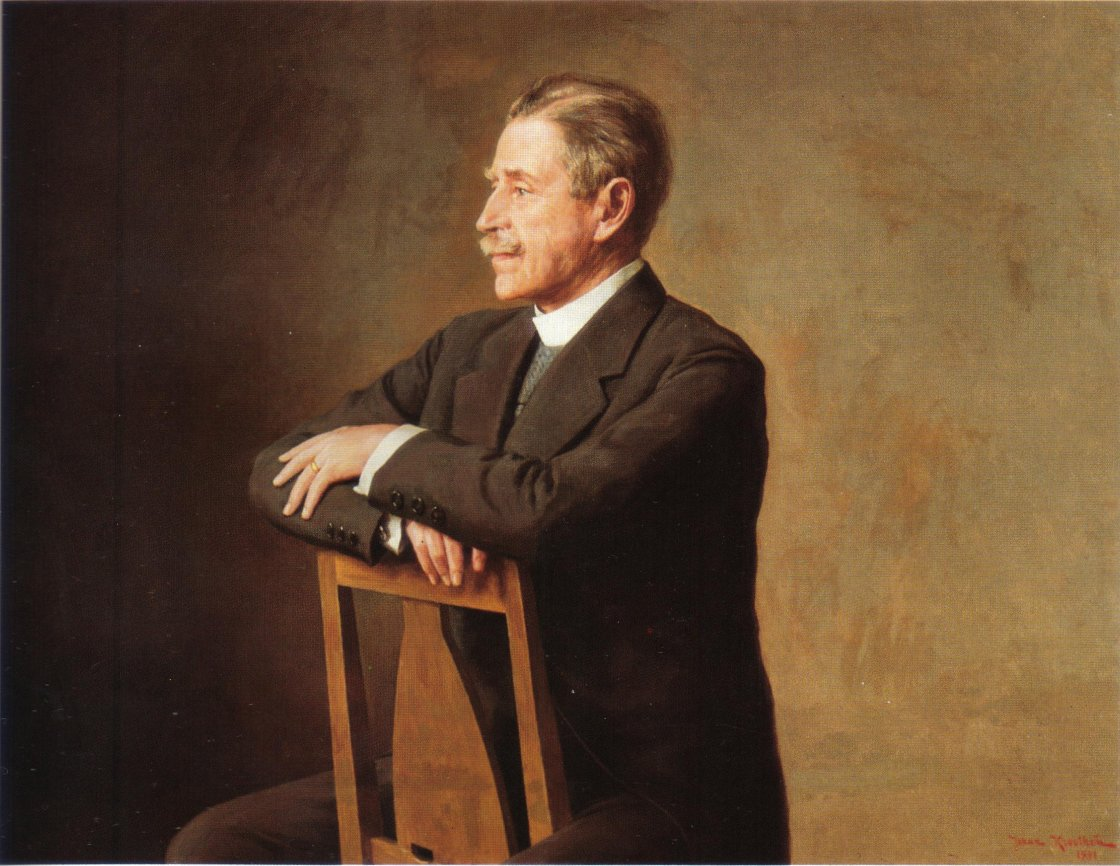
Юхан Крутен. Портрет Вернера фон Хейденстама (1931)

Поэтический дебют поставил его во главе неоромантизма шведской литературы. Его первый сборник стихов «Vallfart och vandringsar» (Паломничество: Годы путешествий; 1888), написан на восточную тематику, означил новую эпоху в развитии шведской литературы. В отличие от реалистической поэзии, которая отличалась печальными образами и серостью, поэзия Хейденстама была насыщена яркими образами и обожанием красоты.
В тематике его стихов много восточной экзотики, настроения преимущественно гедонистические. В 1889 году выступил с небольшим критическим трактатом «Ренессанс» («Renässans»), в котором полемично отстаивал свободу творчества художника, культ красоты, выступал против натурализма, который тогда был очень популярен среди европейский литераторов.
В двух его работах, поэме в прозе Hans Alienus (1892) и Dikter (1895) Хейденстам пытается раскрыть внутренний мир человека.
Автор писал также на патриотические темы. В этих произведениях, он вывел формулу, что любовь к родине, месту где человек родился наиболее соединяет его с жизнью. В поэме Ett folk (Единый народ; 1902) Хейдестам говорит, что все люди, которые живут в Швеции это единый народ с одинаковыми правами и обязанностями перед страной. В Karolinerna (1897-98) автор описывает в форме отдельных повествовательных линий упадок Швеции при Карле XII. В поэме In Heliga Birgittas pilgrimsfard (Паломничество Святой Бригитты; 1901) он объясняет жизнь этой великой женщины, которая хотела стать святой, но стала ею только победив своё тщеславие.
Наиболее монументальная работа Хейденстама в направлении «патриотических произведений» это два тома Folkunga Tradet (Древо Фолькунгов; 1905-07). Это эпический роман, который описывает знаменитый род Фолькунгов наряду с жизнью шведов в средние века. Яркое описание жизни героев этого романа особенно впечатляет читателя.
Работая в жанре эпоса, описывая жизнь шведов, Хейденстам постепенно создаёт в своём творчестве культ человечества в целом, которое при этом нуждается в обновлении жизни через жертвенность, а его жизнь на Земле должна двигаться в сторону более возвышенного существования. Таким образом, развивается новый период творчества автора, к которому принадлежат Sankt Goran och draken (Святой Георг и дракон; 1900) и Skogen susar (Шёпот леса; 1904).
Кроме этих работ Хейденстам опубликовал истории и мемуары Fran Col di Tenda till Blocksberg (1888), роман Endymion (1889), лекции по истории Svenskarna och deras hovdingar (Шведские правители; 1908-10) и сборники Tankar och teckningar (Мысли и записи; 1899) и Dagar och handelser (Дни и события 1909). В последней книге он писал на эстетические темы, которые касались культуры в целом.
Последний этап творчества Хейденстама связан со сборником Nya dikter (Новые стихи; 1915). Это, по большому счету, сборник философских стихов о возвышенном человечестве, о мудрости годов, красоте природы. За Хейденстамом, человек только в одиночестве постигает себя, но любовь это связь, которая объединяет человечество, а его творческий гений это движущая сила мира.
После публикации этого сборника литературная карьера Хейденстама фактически завершилась. Единственная важная работа, которая появилась после Nya dikter, была его идеалистическая автобиография Nar kastanjerna blommade (Когда цвели каштаны), опубликованная посмертно в 1941.

## Влияние
Цитата из стихотворения Вернера фон Хейденстама «Голубь мысли» дала название роману Торгни Линдгрена «Страшит тебя минута». С образом Хейденстама, являющимся ключевым в романе, отождествляет себя главный герой Фольке.

## Список произведений
- Vallfart och vandringsår (1888)
- Från Col di Tenda till Blocksberg  (1888)
- Endymion (1889)
- Renässans (1889)
- Pepitas bröllop (1890)
- Hans Alienus (1892)
- Dikter (1895)
- Karolinerna (1897-98)
- Klassicitet och germanism (1898)
- Tankar och tekningar (1899)
- Ett folk (1899)
- Sankt Göran och draken (1900)
- Heliga Birgittas pilgrimsfärd (1901)
- Skogen susar (1904)
- Folkungaträdet (2 vol., 1905—1907)
- Svenskarna och deras hövdingar (1910)
- Dagar och händelser (1909)
- Samlade skrifter (1909)
- Proletärfilosofiens upplösning (1911)
- Nya dikter (1915)
- Uppsatser, tal och fanasier (1929)
- Tankar och utkast (1941)
- När kastanjerna blommade (1941)

## Переводы на русский
- Эндимион // «Современный мир», 1917, № 7—9.
- Воины Карла XII // «Вернер Фон Хейденстам. Воины Карла XII. Пер Лагерквист. Улыбка вечности», 1999.